# Риђоглава патка
Риђоглава патка (лат. Aythya ferina) мала је патка ронилица. Име врсте потиче од речи грч. aithuia, термина за непознату морску птицу помињану од стране Хесихуса и Аристотела и речи лат. ferina, "дивља патка" и лат. ferus што значи "дивљи".

## Опис
Одрасли мужјак има дугачак и таман кљун, са сивом траком по средини кљуна, црвеном главом и вратом, црним грудима, црвеним очима и сивим леђима. Одрасла женка има браон главу и тело, са уским сивим појасем на кљуну. Троугласта глава ове птице је јако уочљива. Риђоглава патка је привидно јако слична северноамеричкој црвеноглавој патки (Aythya americana) и северноамеричкој риђоглавој патки (Aythya valisineria).
Женка се оглашава промуклим крчањем. Мужјак се оглашава звиждуком "ааоо-oo-хаа.

## Распрострањење и станиште
За гнежђење бира мочваре и језера са дубином преко једног метра. Гнезди се у већем делу умерене и северне Европе и Азије. Птица је селица и зимске месеце проводи у западној и јужној Европи.
У Србији се гнезди искључиво у Војводини, где се налази 95% домаће популације. Популација је процењена на 875—1.260 гнездећих парова, а популациони тренд оцењен као стабилан.

## Екологија
Грегарна је врста, формира велика зимска јата, често помешана са осталим паткама ронилицама као што је ћубаста патка, са којом је познато да хибридизује.
Храни се искључиво храном коју израња из воде (не храни се на копну). Једе водене биљке, мекушце, мале водене инсекте и мале рибе. Често се храни ноћу.
Риђоглава патка је обухваћена Споразумом о заштити афричко-азијских миграторних птица мочварица (AEWA).